# Retrato del gran maestre de la Orden de Malta Alof de Wignacourt
El Retrato de Alof de Wignacourt (en italiano, Ritratto di Alof de Wignacourt) es un cuadro del pintor italiano Caravaggio. Está realizado al óleo sobre lienzo. Data de 1607-1608, durante la estancia del pintor en la isla de Malta. Mide 195 cm de alto y 134 cm de ancho. Se conserva actualmente en el Museo del Louvre de París. 

## Historia del cuadro
Alof de Wignacourt se unió a la Orden de los Caballeros de San Juan (los Caballeros de Malta) en 1564, a los diecisiete años, y se distinguió al año siguiente durante el Gran Sitio de Malta cuando los turcos invadieron la mayor parte de la isla . Fue elegido Gran Maestre en 1601, decidido a realzar el prestigio de la Orden y de su nueva capital, posterior al sitio, La Valeta. No puede sorprender, pues, que agradeciera la oportunidad de tener en su corte al más famoso pintor de Roma y Nápoles, Michelangelo da Caravaggio.
Caravaggio llegó a Malta desde Nápoles en julio de 1607 y, de acuerdo con sus primeros biógrafos, Giovanni Baglione y Giovanni Bellori, comenzó al principio con retratos de Wignacourt y otros caballeros del más alto rango de la orden. Este famoso retrato muestra al Gran Maestre en armadura formal, sosteniendo su bastón de mando, en una imagen brillante de la militar fuerza de los caballeros. Por entonces tenía unos sesenta años de edad. Había reforzado las fortificaciones de la isla, construido un acueducto que garantizase agua a la ciudad, y lanzado varios ataques sobre los turcos. Convirtió a los caballeros en un poder soberano, convirtiéndose de hecho en un príncipe que sólo respondía ante el papa, con su propia corte crecientemente rica. Una de sus novedades fue rodearse de jóvenes pajes, a imitación de la moda de las cortes principescas, y sus pajes estaban seleccionados, por supuesto, de entre las más nobles familias católicas de Europa. 
Conforme a John Gash y otros el paje es probablemente Nicholas de Paris Boissy, un aristócrata francés destinado a una carrera distinguida - se convirtió en Gran Prior de Francia en 1657. 
Como recompensa por esta pintura de Wignacourt hizo caballero al artista, pero a los tres meses Caravaggio abandonaba Malta después de haber caído en desgracia. 

## Análisis de la obra

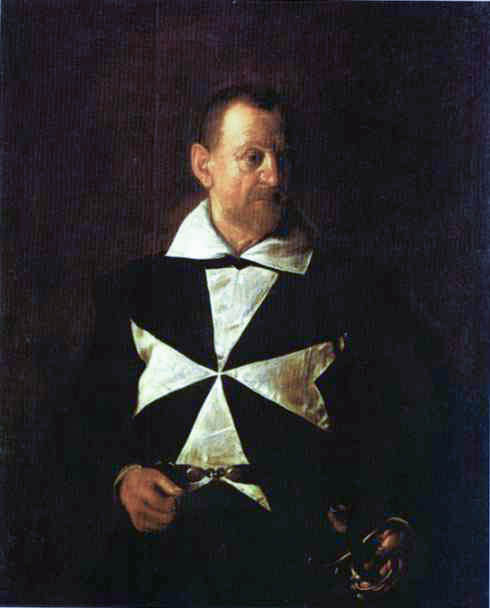
Retrato de Antonio Martelli, Cavaliere di Malta; representado por Caravaggio con la técnica óleo sobre lienzo.

El paje está situado de manera un poco extraña en la composición, pues sus pies se alinean con los pies de Wignacourt, como si estuviera detrás de él, pero su mano y el yelmo se solapan en el codo de Wignacourt, dando la impresión de que, desde la cintura para arriba, está frente al caballero. El hecho puede explicarse por la práctica de Caravaggio de pintar por separado a partir de modelos del natural - de Wignacourt y el paje, aparentemente, no estuvieron en su estudio al mismo tiempo. 
La vivaz expresión del chico y atenta mirada le hacen un sujeto atractivo por sí mismo, hasta el punto de que fue copiado varias veces por otros artistas posteriores que visitaron Malta. De Wignacourt, encajonado en una espléndida armadura milanesa negra y dorada, mira hacia arriba y afuera del cuadro de manera muy digna que invita al espectador a mirarle con respeto, dejando al paje, con su mirada de juvenil interés, como la única presencia verdaderamente humana, y más simpática que la del afectado hombre de hierro. El doble retrato con el paje era una combinación inusual para aquella época. Pudo haber sido ordenado por Wignacourt para enfatizar la nobleza de su corte, o Caravaggio puede haberse inspirado por una pintura de Tiziano que pudo haber visto en su juventud en Milán, El retrato de Alfonso de Ávalos, mostrando al gobernador español de la ciudad dirigiéndose a sus caballeros con un paje a su lado sosteniendo su yelmo. Las posturas de Ávalos y su paje son las mismas que las de Wignacourt y su paje, el gobernador ocupado con sus soldados, mientras el chico mira con curiosidad al artista y al espectador.
La autoría del cuadro no suscita dudas, pero su estado de conservación no es perfecto: hacia 1783-1786 fue reentelado (reforzado con otro lienzo por el reverso) y en este proceso se le aplicó calor, lo que aplanó varias zonas de la imagen, en especial las manos y piernas del paje.
La armadura que luce Wignacourt se conserva actualmente en el Palacio del Gran Maestre (La Valeta).